# Lucăcești (okręg Marmarosz)
Lucăcești – wieś w Rumunii, w okręgu Marmarosz, w gminie Mireșu Mare. W 2011 roku liczyła 607 mieszkańców.